# Land- und Stadtgericht Trzemeszno
Das Land- und Stadtgericht Trzemeszno war von 1834 bis 1849 ein preußisches Land- und Stadtgericht mit Sitz in Trzemeszno.

## Geschichte
Nach dem Ende der Franzosenzeit wurde die der französische Gerichtsorganisation entsprechende Gerichtsorganisation im Herzogtum Warschau 1815 zunächst von Preußen übernommen. Das Friedensgericht Trzemeszno wurde fortgeführt und dem Landgericht Gnesen zugeordnet. 1834 wurde die Gerichtsorganisation geändert und einheitlich Land- und Stadtgerichte gebildet. In dem Sprengel des neu geschaffenen Oberlandesgerichtes Bromberg bestanden 9 dieser Gerichte, darunter das Land- und Stadtgericht Trzemeszno.
Das Land- und Stadtgericht Trzemeszno war für den Kreis Mogilno zuständig. Dazu gehörten die Städte Trzemeszno mit 2167 Einwohnern (1838), Mogilno mit 1363 Einwohnern, Gembitz mit 679 Einwohnern, Pakosch mit 792 Einwohnern, Kwieciszewo mit 502 Einwohnern, Rogowo mit 436 Einwohnern und Wilatowen mit 468 Einwohnern sowie 288 Dorfschaften mit 24.416 Einwohnern. Zusammen gab es damit 30.823 Gerichtseingesessene. Gerichtstage wurden in Mogilno und Rogowo gehalten.
Am Gericht waren ein Direktor, fünf Richter, zehn Subalterne und fünf Unterbeamte beschäftigt. Es war damit ein Land- und Stadtgericht 1. Klasse. Diese wirkten bei wesentlichen Fällen als Kollegialorgan.
1849 wurden die Land- und Stadtgerichte aufgelöst und durch Kreisgerichte ersetzt. Damit entstand das Kreisgericht Trzemeszno im Sprengel des Appellationsgerichts Bromberg.